# Мансурово (Курская область)
Мансурово — село в Советском районе Курской области, относится к Мансуровскому сельсовету.

## Географическое положение
Находится у левого берега реки Кшень между деревнями Пожидаевка и Шевченко.

## История
Строительство в деревне Мансурово активизировалось, когда в 2000-х местные власти узнали, что в Мансурове жили предки (также — место рождения деда и отца) Дмитрия Медведева (третий Президент Российской Федерации): уложили идеальный асфальт, поставили новые фонарные столбы, отремонтировали школу. Благодаря постройке храма Святой Троицы деревня получила статус села. Были обновлены школа, здание почты, фельдшерский пункт. По некоторым оценкам, село стало самым комфортным во всей Курской области. На месте дома Медведевых была построена часовня с мемориальной табличкой.

## Объекты на территории села
На окраине села располагается спортивно-развлекательный комплекс, огороженный огромным забором с камерами видеонаблюдения. В марте 2017 года Фонд борьбы с коррупцией опубликовал расследование, согласно которому комплекс фактически является усадьбой Дмитрия Медведева, которой он владеет через фиктивных посредников. На территории, в частности, располагаются дом площадью около полутора тысяч квадратных метров, гостевой дом, две вертолетные площадки.

## Население
| 2002 | 2010 |
| ---- | ---- |
| 176  | ↘154 |